# Ахмед, Ахмед Дини
Ахмед Дини Ахмед (араб. أحمد ديني أحمد‎, фр. Ahmed Dini Ahmed; род. 1932, Французский берег Сомали — 12 сентября 2004, Джибути, Джибути) — джибутийский политик, премьер-министр Джибути в 1977—1978 годах.

## Биография
Представитель народности афар, родился в горах Мабла на севере Джибути (тогда Французский берег Сомали). Учился на медицинского работника.
В 1959-1960 годах был вице-президентом Представительного совета Французского берега Сомали. В 1962-1964 годах входил в правительство Али Арефа Бурхана, затем участвовал в создании Афарского демократического союза (УДА). Позже до 1971 года был министром внутренних дел. Затем он отвечает за Лигу будущего и Ордена (LAO). В 1975 году стал представителем новой Африканской народной лиги за независимость (LPAI) во главе с Хасаном Гуледом Аптидоном.

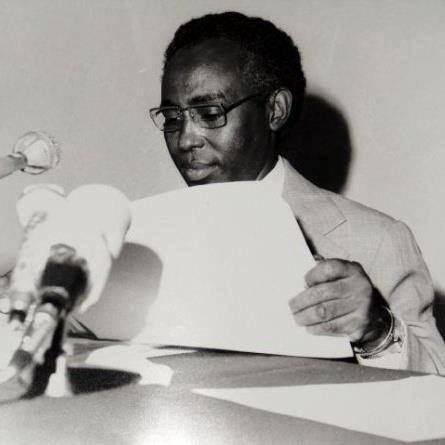
Ахмед в 1977 году.

После получения Джибути независимости стал премьер-министром, а также министром городского и регионального планирования и создания новых ресурсов в июле 1977 года. Однако после взрыва в декабре 1977 года в Пальмье-ан-Зинк и последующего запрета Движения за освобождение (MPL), подал в отставку в результате разногласий с президентом и вернулся в оппозицию.
В 1991 году он присоединился к повстанческой группировке афаров Фронт за восстановление единства и демократии (FRUD), который призывал к перебалансировке власти и предпринял военные действия против правительства. Стал руководителем фронта в августе 1992 года, руководил военными действиями. Когда в 1994 году произошёл раскол Фронта и умеренная фракция подписала соглашение с правительством, он возглавлял радикальную фракцию, продолжавшую боевые действия. После десяти лет гражданской войны и изгнания Ахмед сложил оружие в мае 2001 года.
На парламентских выборах 2003 года был лидером объединённой оппозиции от Республиканском альянсе за развитие, который набрал 37% голосов, но не получил ни одного места в парламенте.